# جوي رينغ
جوي رينغ (بالإنجليزية: Joey Ring)‏ (1758 - 25 أكتوبر 1800) هو لاعب كريكت بريطاني (وحمل سابقاً جنسية مملكة بريطانيا العظمى).